# Museu de Ciências Naturais da ULBRA
O Museu de Ciências Naturais da ULBRA é um museu de Ciências naturais localizado no Campus Canoas da ULBRA, no Rio Grande do Sul, dedicado ao lazer e à conscientização dos visitantes sobre a preservação da fauna e da flora através da educação ambiental.
Entre seu acervo encontram-se rochas e fósseis com mais de 245 milhões de anos, vegetais da Antártica, folhas gigantes de árvores do Rio Grande do Sul, uma coleção de sementes e esporos, minerais e pedras preciosas, coleções de insetos, como besouros e borboletas, conchas de moluscos animais empalhados, esqueletos, fósseis, crânios de hominídeos, cabeças de cervídeos africanos, além de utensílios encontrados em escavações arqueológicas.

## Ver Também
- Museu da Tecnologia da ULBRA - Outro museu encontrado no mesmo Campus.
- Biblioteca Martinho Lutero - Também encontrada no mesmo Campus.
- Universidade Luterana do Brasil
- Lista de museus do Brasil